# Enchocrates glaucopis
Enchocrates glaucopis är en fjärilsart som beskrevs av Edward Meyrick 1883. Enchocrates glaucopis ingår i släktet Enchocrates och familjen plattmalar. Inga underarter finns listade i Catalogue of Life.